# Agua Blanca, Capulhuac
Agua Blanca är en ort i Mexiko, tillhörande kommunen Capulhuac i delstaten Mexiko, i den centrala delen av landet. Orten hade 1 092 invånare vid folkräkningen 2010.